# Mordecai Roshwald
Mordecai Marceli Roshwald (n. 5 mai 1921, Drohobîci, Polonia - d. 19 martie 2015, Silver Spring, Maryland, SUA) a fost un profesor universitar și scriitor american.

## Biografie
Mordecai Roshwald s-a născut în Drohobîci, în perioada în care regiunea Liov făcea parte din Polonia și a emigrat în anul 1934 în Palestina. Lucrarea sa cea mai faimoasa este Level 7 (1959) (tradusă în limba română sub titlul Ultimatum - ultimele zile ale unui război atomic), un roman science-fiction post-apocaliptic. El este, de asemenea, autorul lucrărilor A Small Arrmageddon (1962) și Dreams and Nightmares: Science and Technology in Myth and Fiction (2008). 
Roshwald a fost profesor emerit de științe umaniste la Universitatea din Minnesota și profesor invitat la mai multe universități din întreaga lume.
În ultimii ani ai vieții a trăit în Silver Spring, Maryland, Statele Unite ale Americii.